# HF Sinclair
HF Sinclair (ehemals HollyFrontier) ist ein US-amerikanisches Unternehmen der Erdölindustrie mit Hauptsitz in Dallas. Der unabhängige Raffineriebetreiber HollyFrontier besitzt fünf Erdölraffinerien in den USA, die zusammengenommen eine Verarbeitungskapazität von 457.000 bpd besitzen. Zusätzlich besitzt das Unternehmen die Markenrechte an Petro-Canada Lubricants und produziert an seinem kanadischen Standort in Ontario eine Vielzahl technischer Schmieröle.
Die HollyFrontier Corporation entstand 2011 aus einer Fusion der Holly Corporation mit der Frontier Oil Corporation. Das älteste Vorgängerunternehmen, Holly, wurde 1947 als General Appliance Corporation gegründet. Frontier hatte seinen ersten Vorgänger in der Wainoco Oil Corporation von 1949, die sich in der Exploration von Öl- und Gasfeldern und der Förderung der Bodenschätze in den USA und Kanada betätigte. General Appliance änderte seine Firma 1952 in Holly Corporation und ging 1955 an die Börse. Wainoco wagte 1981 den Börsengang und benannte sich 1998 in Frontier Oil Corporation um. Das fusionierte Unternehmen übernahm 2017 Petro-Canada Lubricants Inc.
Im August 2021 gab das Unternehmen die Fusion mit Sinclair Oil bekannt. Ein neues Unternehmen mit dem Namen HF Sinclair Corporation sollte entstehen. Die Übernahme wurde im März 2022 abgeschlossen und das Unternehmen in HF Sinclair umbenannt. Die neue Gesellschaft betreibt 1300 Tankstellen der Marke Sinclair und hat 300 weitere Vertriebsstandorte.